# ديفيد تاونسند
ديفيد تاونسند (بالإنجليزية: David Townsend)‏ هو مجدف بريطاني، ولد في 28 أغسطس 1955 في برمنغهام في المملكة المتحدة.

## وصلات خارجية
- ديفيد تاونسند على موقع الاتحاد الدولي للتجديف (الإنجليزية)
- ديفيد تاونسند على موقع اللجنة الأولمبية الدولية (الإنجليزية)
- ديفيد تاونسند على موقع أوليمبيديا (الإنجليزية)
- ديفيد تاونسند على موقع اللجنة الأولمبية البريطانية (الإنجليزية)